# Empik Jazz Club
Empik Jazz Club: The Very Best of – seria wydawnicza sieci Empik prezentująca najbardziej rozpoznawalne utwory wybitnych postaci polskiego i zagranicznego jazzu. Jest publikowana od sierpnia 2014 roku przez Magic Records w dystrybucji Universal Music Polska. Kilka z płyt dzięki wysokiej sprzedaży uzyskało w Polsce certyfikaty złotej i platynowej płyty.

## Wydania
| Empik Jazz Club: The Very Best of Louis Armstrong |
| --- |
| CD 1 1. „What a Wonderful World” 2. „Cabaret” 3. „Hello, Dolly!” 4. „A Woman Is a Sometime Thing” 5. „When the Saints Go Marching in” 6. „Ain’t Misbehavin’” 7. „Blueberry Hill” 8. „Georgia on My Mind” 9. „A Foggy Day” 10. „La vie en rose” 11. „Sweet Lorraine” 12. „April in Paris” 13. „Blues in the Night” 14. „A Kiss to Build a Dream on” 15. „Jeannine (I Dream of Lilac Time)” 16. „Makin’ Whoopee 17. „Dream a Little Dream of Me” CD2 1. „When It’s Sleepy Time Down South” 2. „New Orleans Function” 3. „Perdido Street Blues” 4. „Indiana” 5. „Bye and Bye” 6. „Savoy Blues” 7. „Panama” 8. „Swing That Music” 9. „Canal Street Blues” 10. „Basin Street Blues” 11. „I’m in the Mood for Love” 12. „Wild Man Blues” 13. „Tin Roof Blues” 14. „My Bucket’s Got a Hole in It” 15. „Willow Weep for Me” 16. „Body and Soul” |

| Empik Jazz Club: The Very Best of Miles Davis |
| --- |
| CD1 1. „So What” 2. „Just Squeeze Me” 3. „Solar” 4. „Dear Old Stockholm” 5. „Boplicity” 6. „Woody n’ You” 7. „Moon Dreams” 8. „Nature Boy” 9. „Round Midnight” 10. „I'll Remember April” 11. „Walkin’” CD2 1. „Generique (Bof ascenseur pour l'echafaud)” 2. „When I Fall in Love” 3. „My Funny Valentine” 4. „It Could Happen to You” 5. „Bags’ Groove” 6. „Tune Up” 7. „K.C. Blues” 8. „Will You Still Be Mine?” 9. „Oleo” 10. „Vierd Blues” 11. „There Is No Greater Love” 12. „Stella by Starlight” |

| Empik Jazz Club: The Very Best of John Coltrane |
| --- |
| CD 1 1. „Time After Time” 2. „Bahia” 3. „Trane’s Slo Blues” 4. „Russian Lullaby” 5. „Lush Life” 6. „Lyresto” 7. „Chronic Blues” 8. „Come Rain Or Come Shine” CD 2 1. „Black Pearls” 2. „Dakar” 3. „I Hear a Rhapsody” 4. „Blue Train” 5. „Lazy Bird” 6. „Trane’s Blues” 7. „Autumn Serenade” 8. „Naima” |

| Empik Jazz Club: The Very Best of Billie Holiday |
| --- |
| CD 1 1. „April In Paris” 2. „Cheek To Cheek” 3. „Ain’t Misbehavin’” 4. „Body and Soul” 5. „God Bless The Child” 6. „Lady Sings The Blues” 7. „Strange Fruit” 8. „Sophisticated Lady” 9. „Moonlight In Vermont” 10. „Stormy Weather” 11. „Embraceable You” 12. „We’ll Be Together Again” 13. „Good Morning Heartache” 14. „When It’s Sleepy Time Down South” 15. „I Gotta Right To Sing The Blues” 16. „Autumn In New York” CD 2 1. „All Of You” 2. „Willow Weep For Me” 3. „A Foggy Day” 4. „No Good Man” 5. „I Wished On The Moon” 6. „I Must Have That Man!” 7. „Comes Love” 8. „Darn That Dream” 9. „Blue Moon” 10. „Easy To Love” 11. „These Foolish Things (Remind Me Of You)” 12. „Solitude” 13. „Moonglow” 14. „Tenderly” 15. „Speak Low” 16. „One For My Baby (And One More For The Road)” 17. „Prelude To a Kiss” |

| Empik Jazz Club: The Very Best of Krzysztof Komeda |
| --- |
| CD 1 1. „Ballad For Bernt” (z filmu Nóż w wodzie) 2. „Don’t Worry About Me” 3. „Soon” 4. „All The Things You Are” 5. „The Man I Love” 6. „Stella By Starlight” 7. „Litania” 8. „The Continental” 9. „Out Of Nowhere” 10. „Laura” 11. „That Second” 12. „Get Out Of Town” 13. „Teach Me Tonight” 14. „Niewinni Czarodzieje” (z filmu Niewinni czarodzieje) CD 2 1. „Ballada” (z filmu Nóż w wodzie) 2. „1 Etiuda z baletu jazzowego” 3. „Etiuda z baletu jazzowego” 4. „Crazy Girl” (z filmu Nóż w wodzie) 5. „Svantetic” 6. „Sleep Safe and Warm” |

| Empik Jazz Club: The Very Best of Stan Getz |
| --- |
| CD 1 1. „The Girl From Ipanema” 2. „One Note Samba” 3. „Corcovado” 4. „Insenstez” 5. „Grandfather’s Waltz” 6. „Desafinado” 7. „Moonlight In Vermont” 8. „For All We Know” 9. „Here’s That Rainy Day” 10. „Ballad Medley” 11. „Body and Soul” 12. „My Funny Valentine” CD 2 1. „Con Alma” 2. „Soul Eyes” 3. „Blood Count” 4. „Windows” 5. „Night and Day” 6. „Lover Man” 7. „’Round Midnight” 8. „O Grande Amor” 9. „Ballade For My Dad” 10. „A Time For Love” |

| Empik Jazz Club: The Very Best of Leszek Możdżer |
| --- |
| CD 1 1. „Nienasycenie” 2. „The Time” 3. „It’s Easy With You” 4. „Incognitor” 5. „Polska” 6. „The Law and The Fist” 7. „Le Grand Tango” 8. „Norgon” 9. „Mazurek g-moll Op. 24 nr. 1” 10. „Larry, The Rebel of Love” CD 2 1. „Abraham’s Bells” 2. „Temporary Fireworks” 3. „Kanały audytywne” 4. „Prim Parade” 5. „La La Land of Oblivion” 6. „Wind Windows” 7. „Gigue in G major K. 574” 8. „Ostatnia wieczerza R1M1” 9. „Preludium” 10. „Explodelia” 11. „Miłość jantaru” |

| Empik Jazz Club: The Very Best of Ella Fitzgerald |
| --- |
| 1. „Oh, Lady Be Good” 2. „Mack The Knife” 3. „Cheek To Cheek” 4. „A Foggy Day” 5. „Fascinating Rhythm” 6. „Dream A Little Dream Of Me” 7. „Love For Sale” 8. „This Time The Dream’s On Me” 9. „Bewitched, Bothered, and Bewildered” 10. „Over The Rainbow” 11. „My Funny Valentine” 12. „Misty” 13. „How Long Has This Been Going On?” 14. „Imagination” 15. „Prelude To a Kiss” 16. „I Got It Bad (And That Ain’t Good)” 17. „Body and Soul” |

| Empik Jazz Club: The Very Best of Quincy Jones |
| --- |
| 1. „Killer Joe 2. „Desafinado” 3. „Take Five” 4. „Bossa Nova U.S.A.” 5. „Straight, No Chaser” 6. „Chega De Saudade (No More Blues)” 7. „Days Of Wine and Roses” 8. „Dear Old Stockholm” 9. „Evening In Paris” 10. „Walkin’” 11. „You’ve Got It Bad Girl” 12. „Baby Elephant Walk” 13. „The Dude” 14. „Body Heart” 15. „Ai No Corrida” |

| Empik Jazz Club: The Very Best of John Scofield |
| --- |
| 1. „Swinganova” 2. „Busted” 3. „Offspring” 4. „Snake Dance” 5. „I Can See Your House From Here” 6. „Toogs” (2003/Live At The Blue Note, NY) 7. „Down D” 8. „Southern Pacific” 9. „Philiopiety” 10. „Lawns” 11. „Mrs. Scofield’s Waltz” |

| Empik Jazz Club: The Very Best of Marcin Nowakowski |
| --- |
| 1. „Nobody But You” 2. „I Love Your Smile” 3. „Tell Me Why” 4. „After Hours” 5. „You Are The Sun” 6. „Sensual” 7. „Waiting For You” 8. „First Time” 9. „Smooth Night” 10. „Good Night Kis” 11. „Better Days Ahead” 12. „Easy Going” 13. „Shine Shoes” 14. „I’ll Be Over You” (Bonus Track) |

| Empik Jazz Club: The Very Best of Charlie Parker |
| --- |
| 1. „Night and Day” 2. „Au Privave” 3. „What Is This Thing Called Love?” 4. „My Heart Belongs To Daddy” 5. „Sweet Georgia Brown” 6. „I’m In The Mood For Love” 7. „I Love Paris” 8. „K.C. Blues” 9. „Loverman” 10. „Stella By Starlight” 11. „Autumn In New York” 12. „Embraceable You” 13. „I Can’t Get Started” 14. „April In Paris” |

| Empik Jazz Club: The Very Best of Matt Dusk |
| --- |
| 1. „Besame Mucho” 2. „Angel Eyes” 3. „More” 4. „Embraceable You” 5. „Come Rain or Come Shine” 6. „That Old Feeling” 7. „Good News” 8. „Operator Please” 9. „Do You Love Me” 10. „It Can Only Get Better” 11. „As Time Goes By” 12. „April Moon” 13. „Wish You Well” 14. „My Funny Valentine” |

| Empik Jazz Club: The Very Best of Chuck Mangione                                                                                        |
| --- |
| 1. „Children Of Sanchez Overture” 2. „Hot Consuelo” 3. „Market Place” 4. „Floating” 5. „Bellavia” 6. „B’Bye” 7. „Consuelo’s Love Theme” |

| Empik Jazz Club: The Very Best of John McLaughlin |
| --- |
| 1. „Django” 2. „Waltz for Debby” 3. „My Favourite Thnigs” 4. „When Love Is Far Away” 5. „Midsummer Night” 6. „My Romance” 7. „My Foolish Heart” 8. „Belo Horizonte” 9. „Stella by Starlight” 10. „We Will Meet Again” 11. „Naima” |

| Empik Jazz Club: The Best of Bill Evans |
| --- |
| 1. „Autumn Leaves” 2. „Waltz For Debby” 3. „Walkin’ Up” 4. „How Deep Is The Ocean” 5. „All Of You” 6. „Beautiful Love” 7. „Some Day My Prince Will Come” 8. „Speak Low” 9. „Woody’n You” 10. „Gloria’s Step” 11. „Elsa” 12. „My Foolish Heart” |

| Empik Jazz Club: The Very Best of B.B. King |
| --- |
| 1. „The Thrill Is Gone” 2. „Everybody’s Had The Blues” 3. „Caldonia” 4. „Hummingbird” 5. „Ain’t That Just Like a Woman” 6. „Sweet Sixteen” 7. „Woke Up This Morning” 8. „Sweet Little Angel” 9. „Bad Luck” 10. „Three O’Clock Blues” 11. „Don’t Get Around Much Anymore” 12. „Why I Sing The Blues” 13. „Shake It Up And Go” 14. „Try a Little Tenderness” |

| Empik Jazz Club: The Very Best of Chick Corea |
| --- |
| 1. „Spain” 2. „Armando’s Rhumba” 3. „Night Streets” 4. „The Shadow Of Lo” 5. „Pannonica” 6. „Autumn Leaves” 7. „Eleanor Rigby” 8. „My One and Only Love” 9. „Waltse For Dave” 10. „Someday My Prince Will Come” |

| Empik Jazz Club: The Very Best of Sergio Mendes |
| --- |
| 1. „Morning in Rio” 2. „Pais Tropical” 3. „Waters of March” 4. „Acode” 5. „Magalenha” 6. „Orpheus” (Quiet Carnival) 7. „The Look of Love” 8. „Emorio” 9. „Caxang” 10. „Agua de Beber” 11. „Scarborough Fair” 12. „Funky Bahia” 13. „Wichita Lineman” 14. „The Fool on the Hill” 15. „Dreamer” 16. „For What It’s Worth” |

| Empik Jazz Club: The Very Best of Marcin Wasilewski Trio                                                                    |
| --- |
| 1. „Half note” 2. „Lyrics” 3. „Gush” 4. „Furiozi” 5. „Song about song” 6. „Thema from Spartakus” 7. „Gate of the happiness” |

| Empik Jazz Club: The Very Best of Frank Sinatra |
| --- |
| CD1 1. „I Get a Kick Out of You” 2. „I Won’t Dance” 3. „Pennies from Heaven” 4. „All of Me” 5. „Anything Goes” 6. „Makin’ Whoopee” 7. „Cheek to Cheek” 8. „Love and Marriage” 9. „I Got It Bad (And That Ain’t Good)” 10. „Stella by Starlight” 11. „My Funny Valentine” 12. „Mood Indigo” 13. „Come Rain or Come Shine” 14. „April in Paris” 15. „Body and Soul” 16. „Just Friends” 17. „Here’s That Rainy Day” 18. „Embraceable You” 19. „Night and Day” 20. „Autumn Leaves” CD2 1. „I’ve Got You Under My Skin” 2. „Come Fly With Me” 3. „When You’ Re Smiling (The Whole World Smiles with You)” 4. „A Foggy Day” 5. „Somebody Loves Me” 6. „Over the Rainbow” 7. „Porgy and Bess” 8. „Stardust” 9. „The Sunshine of Your Smile” 10. „Gone with the Wind” 11. „Somewhere Along the Way” 12. „Angel Eyes” 13. „Moonlight in Vermont” 14. „I Can’t Get Started” 15. „That’s All” 16. „Laura” 17. „These Foolish Things (Remind Me of You)” 18. „What Is This Thing Called Love?” 19. „Willow Weep for Me” 20. „The Nearness of You” |

| Empik Jazz Club: The Very Best of Chet Baker |
| --- |
| 1. „Cherokee” 2. „Show Me” 3. „Solar” 4. „Have You Meet Miss Jones” 5. „When Lights Are Low” 6. „How High The Moon” 7. „You Go To My Head” 8. „There is No Greater Love” 9. „Easy Living” 10. „Funny Valentine” 11. „Alone Together” 12. „Everything Happens To Me” 13. „Autumn in New York” |

| Empik Jazz Club: The Very Best of Wayne Shorter |
| --- |
| 1. „Speak no Evil” 2. „Footprints” 3. „Twelve More Bars to Go” 4. „Adam’s Apple” 5. „Night Dreamer” 6. „As Far as the Eye Can See” 7. „House of Jade” 8. „Maya” 9. „Serenata” 10. „Manhattan Lorelei” |

| Empik Jazz Club: The Very Best Of Paco de Lucía |
| --- |
| 1. „Rodrigo: Concierto De Aranjuez: Allegro con spirito” 2. „Solo Quiero Caminar” 3. „Rio Ancho” 4. „Cosita Buenas – Tangos” 5. „Entre Dos Aguas” 6. „Punta Umbria” 7. „Volar – Buleria” 8. „Guajiras de Lucia” 9. „Zyryab” 10. „Malaguena Solarosa” 11. „Manha de Carnaval” |

| Empik Jazz Club: The Very Best of Nina Simone |
| --- |
| 1. „My Baby Just Cares For Me” 2. „See–Line Woman” 3. „Mood Indigo” 4. „This Year’s Kisses” 5. „Sugar In My Bowl” 6. „I Love My Baby” 7. „If You Knew/Let It Be Me” 8. „Don’t Smoke In Bed” 9. „Ne Me Quitte Pas” 10. „I Put A Spell On You” 11. „Feeling Good” 12. „I Loves You Porgy” 13. „Black Is The Colour Of My True Love’s Hair” 14. „Don’t Explain” 15. „Strange Fruit” |

| Empik Jazz Club: The Very Best of Oscar Peterson |
| --- |
| 1. „Au Privave” 2. „Reunion Blues” 3. „I’ve Gor You Under My Skin” 4. „Soulville Samba” 5. „Someday My Prince Will Come” 6. „Waltz For Debbie” 7. „Love For Sale” 8. „A Fine Romance” 9. „Love Is Here To Stay” 10. „Someone To Watch Over Me” 11. „My Foolish Heart” 12. „How Intensitive” 13. „Round Midnight” 14. „The Man I Love” 15. „Heartstrings” |

| Empik Jazz Club: The Very Best of Ray Charles |
| --- |
| 1. „Hit the Road Jack” 2. „Georgia on My Mind” 3. „I Can’t Stop Loving You” 4. „C.C Rider (See What You Have Done)” 5. „Come Rain or Come Shine” 6. „Blue Genius” 7. „Careless Love” 8. „I Got a Woman” 9. „Heartbreaker” 10. „Chattanooga Choo Choo” 11. „Soul Brothers” 12. „Bye Bye Love” 13. „Goodbye (We’ll Be Together Again)” 14. „Moanin’” 15. „Kiss Me Baby” 16. „Ev’ry Time We Say Goodbye” |

| Empik Jazz Club: The Very Best of Lizz Wright |
| --- |
| 1. „My Heart” 2. „(I’ve Got To Use My) Imagination” 3. „Walk Withe Me, Lord” 4. „When I Close My Eyes” 5. „Trouble” 6. „Leave Me Standing Alone” 7. „I’m Confessin’” 8. „I Idolize You” 9. „Chasing Strange” 10. „When I Fall” 11. „Another Angel” 12. „Fire” 13. „Thank You” 14. „Wake Up, Little Sparrow” 15. „Hey Mann” 16. „Amazing Grace” |

| Empik Jazz Club: The Very Best of Ben Webster |
| --- |
| 1. „You’d Be So Nice To Come Home To” 2. „Blues For The Blues” 3. „Bye-Bye, Blackbird” 4. „Lover Come Back To Me” 5. „Makin’ Whoopee” 6. „Satin Doll” 7. „Teach Me Tonight” 8. „Willow Weep For Me” 9. „Blue Moon” 10. „Prelude To A Kiss” 11. „Time After Time” 12. „Come Rain Or Come Shine” 13. „Time On My Hands” 14. „Chelsea Bridge” |

| Empik Jazz Club: The Very Best of Madeleine Peyroux |
| --- |
| 1. „Don’t Wait Too Long” 2. „You're Gonna Make Me Lonesome When You Go” 3. „(Getting Some) Fun Out Of Life” 4. „Between The Bars” 5. „I’m All Right” 6. „La Vie En Rose” 7. „Half The Perfect World” 8. „Dance Me To The End Of Love” 9. „Smile” 10. „Once In a While” 11. „The Summer Wind” 12. „Careless Love” 13. „Guilty” 14. „Desperadoes Under The Eaves” |